# Snettisham
Snettisham est un village et une paroisse civile du comté anglais du Norfolk.

## Histoire
Le village possède sur son territoire un site archéologique de l'âge du fer dans lequel a été découvert le trésor de Snettisham (en)  lors de fouilles réalisées entre 1948 et 1973.

## Galerie

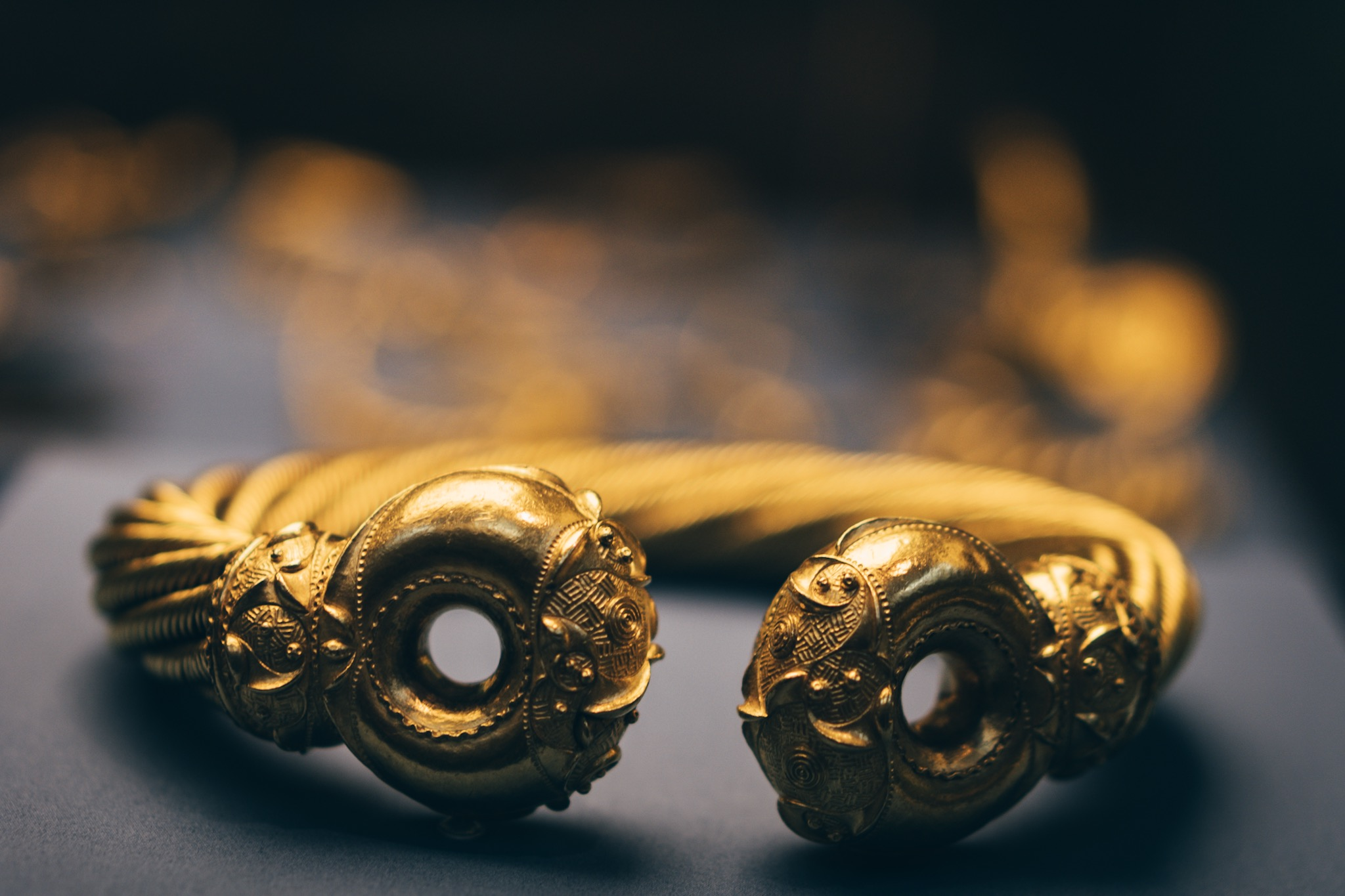
Le grand torque de Snettisham.
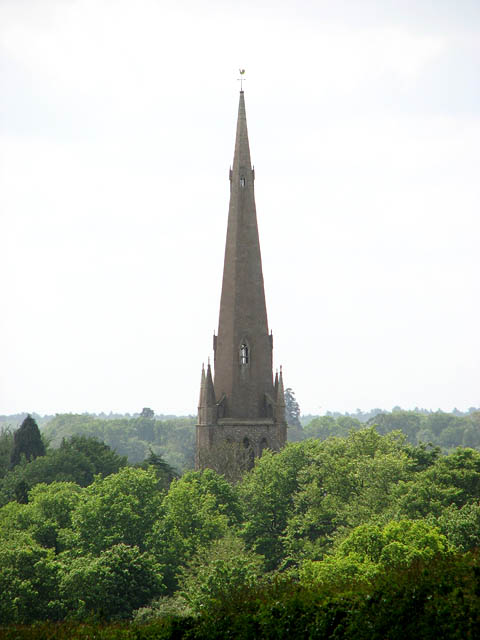
Autre vue de l'église.
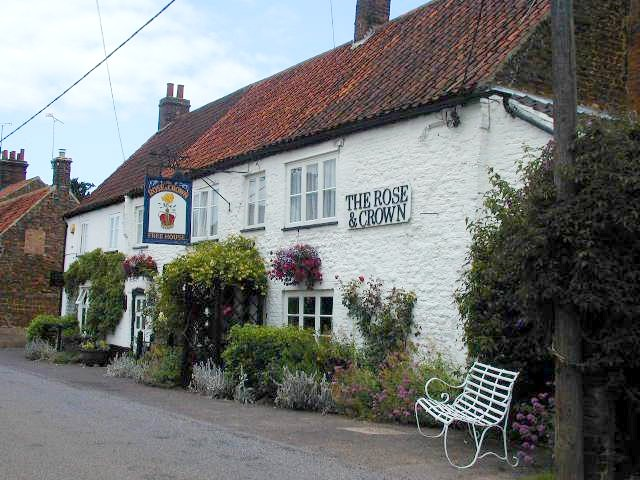
The Rose and Crown.
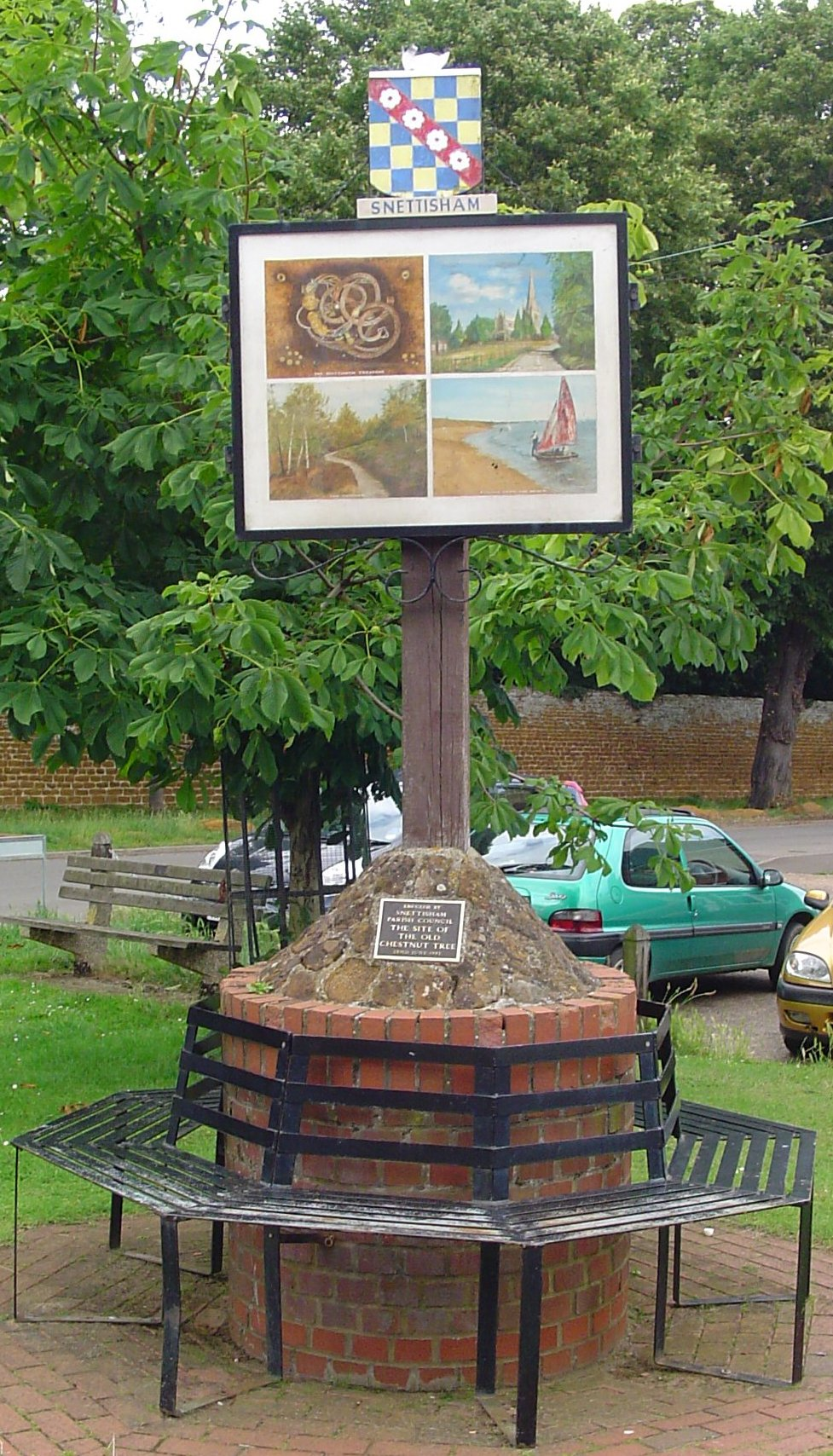
Panneau routier.